# Tekpix

Tekpix i-DV12

Tekpix (também estilizada como TekPix) foi uma linha de produtos tecnológicos da empresa brasileira Tecnomania. Ficou mais conhecida por suas câmeras multifuncionalidade, que começaram a ser vendidas no início dos anos 2000, mas pararam em 2013 devido à crescente popularidade dos smartphones. O anunciante da Tekpix na televisão, o "Juarez da Tekpix", tornou-se um meme por seus bordões, como "Vamos falar de coisa boa". Ele afirmava que a Tekpix era a câmera mais vendida no Brasil, no entanto, isso nunca foi comprovado. A linha também incluiu um tablet Android, o i-TVWF7x-4.0, lançado em 2013. Os produtos receberam críticas negativas em relação à baixa qualidade e alto preço, sendo feitas diversas comparações com outros produtos de menor valor e melhor qualidade por sites de tecnologia.

## História
Existem poucas fontes que dizem respeito às origens da Tekpix. No Agora É Tarde e no The Noite com Danilo Gentili, o anunciante da Tekpix na televisão, Juarez Aparecido Pontes Fernandes, conhecido como "Juarez da Tekpix", revelou sua história antes de ser contratado como anunciante dos produtos.

O anúncio em programas de grande audiência, o modo de vender popularesco e as facilidades de pagamento devem ter atraído muitas pessoas que sequer pensavam em adquirir um aparelho do gênero. Para se ter uma ideia, não era necessário ter conta em banco ou comprovação de renda para adquirir o produto. Além disso, o pagamento poderia ser feito a partir de uma entrada, mais muitas parcelas mensais adicionadas a algumas trimestrais, o que dava a impressão de ser mais barato do que os concorrentes.

—Taysa Coelho, para o TechTudo, sobre o anúncio e a forma de pagamento da Tekpix
Por volta de 2001, Juarez trabalhava em uma central de atendimento do grupo que atualmente é dono da Tecnomania; na época, nem essa empresa nem a Tekpix existiam. Juarez conta que ele era o mais hiperativo da central, e sempre foi o recorde em vendas; ele disse que seu segredo era "foco". Assim, o presidente do grupo chamou Juarez para sua sala e lhe pediu para vender a Tekpix na televisão. A Tekpix era fabricada na China, mas o conceito é da Tecnomania. Juarez diz que o sucesso do produto foi tão grande que a fabricante passou a fabricar apenas câmeras Tekpix. Ele declarou que houve uma época onde 1.200 a 1.300 produtos Tekpix eram vendidos por dia, e que a popularidade das câmeras "explodiu fora dos grandes centros [...] esse grande público era do interior do país". Nos anúncios de televisão, Juarez ficou conhecido pelos bordões "Vamos falar de coisa boa, vamos falar de Tekpix" e "Não precisa nem colocar a mão no bolso", tornando-se um meme.
A propaganda na televisão declarava que a Tekpix era a câmera mais vendida do Brasil, mas esse fato nunca foi comprovado. O comercial também dizia que quem comprasse a Tekpix receberia um presente surpresa. No The Noite, foi revelado que o presente mudava com o tempo, mas alguns deles eram um case para guardar a câmera, carregador de pilhas e frete grátis. Em 2013, a Tecnomania lançou um tablet Android da linha Tekpix, o i-TVWF7x-4.0. Inicialmente, as câmeras Tekpix ofereciam menos recursos, mas chegou a suportar até nove funcionalidades, em 2012, e o último modelo da Tekpix filmava em Full HD (1080p). Nove modelos diferentes de câmeras foram vendidos até as câmeras pararem de ser comercializadas em 2013; de acordo com Juarez, isso foi devido à crescente popularidade dos celulares com câmeras, portanto, "não fazia mais sentido você comercializar uma câmera digital". Ele relata ter todos os modelos da Tekpix já fabricados. Mesmo anos após a descontinuação da Tekpix, Juarez diz que ainda é conhecido como "Juarez da Tekpix". No The Noite, ele comentou:
| “ | Eu posso vender helicóptero, eu posso vender iate, mansão, que eu vou [continuar sendo] o "Juarez da Tekpix". Que é o maior orgulho da minha vida. [...] Quero morrer conhecido dessa forma. | ” |

## Recepção
Não é preciso pesquisar muito para saber que a Tekpix é cara demais perto do que ela oferece. Mesmo existindo a possibilidade de parcelar o equipamento em até 12 vezes sem juros, o preço ainda é muito superior ao de uma câmera compacta simples, que você pode encontrar por menos de 400 reais — de marcas como Sony, Samsung e Nikon — com muito mais qualidade.

—Ana Nemes, para o TecMundo, sobre o preço e qualidade da Tekpix
Em geral, os produtos Tekpix receberam críticas negativas, especialmente pelo alto preço e baixa qualidade. Ana Nemes, ao TecMundo, escreveu uma matéria especialmente sobre o preço das câmeras Tekpix, mostrando outros modelos de câmeras que, de acordo com ela, eram de qualidade melhor e mais baratas. Ela também comparou o modelo DV-569 com uma câmera da empresa chinesa Winait: "com alguma pesquisa é possível ligar o equipamento a uma empresa chinesa chamada Winait, que exporta aparelhos eletrônicos para o resto do mundo. [...] os modelos são praticamente iguais e é possível afirmar que, se não são o mesmo aparelho, eles ao menos são feitos pela mesma fabricante." Este modelo da Winait era vendido por 70 dólares, enquanto chegava ao Brasil por mais de mil reais. Por fim, ela notou a baixa avaliação da vendedora, a Tecnomania, no site de reclamações Reclame Aqui.
Em uma publicação sobre curiosidades da Tekpix, Taysa Coelho, do TechTudo, nota que o modelo I-HD18 era vendido no final de 2012 por 3.516 reais, enquanto um modelo mirrorless da Samsung era vendido por volta de 1.400 reais. De forma similar, Misael Amaral, escrevendo para o mesmo site, afirma que o tablet da Tekpix, o i-TVWF7x-4.0, tinha o dobro do preço de um iPad 4. Ele disse: "O valor de R$ 3 mil é difícil de ser justificado [...] o aparelho certamente fica devendo inovação e justificativas pelo seu alto valor."
Em 2012, Renan Hamann publicou ao TecMundo a matéria "Os números impressionantes da Tekpix", onde mostrou um infográfico comparando o aparelho com outros do tipo. Ele comentou:
| “ | Fizemos uma análise bem rápida de outros produtos que poderiam suprir as mesmas necessidades e descobrimos que era possível adquirir vários eletrônicos diferentes e ainda economizar pouco mais de R$ 1 mil. Vale dizer que as pesquisas foram bem rasas e nós não fomos atrás de preços mais baixos. | ” |

O infográfico compara o preço da Tekpix com o de outras câmeras de "grandes nomes" no mercado, como Canon, Nikon e Sony, bem como o preço por megapixel. Também foi respondida a pergunta: "Quanto custariam as 9 funções em aparelhos separados?", chegando a uma economia de mais de mil reais. Por fim, foi respondido "o que dá para comprar com o preço de uma Tekpix?", gerando respostas como "11 mil paçocas".

### Análise do modelo i-DV12
Wikerson Landim, do TecMundo, e Gustavo Ats, do TechTudo, analisaram o modelo i-DV12, que era vendido como um dispositivo multimídia sete em um: filmadora, câmera fotográfica, gravador de voz, webcam, pendrive, MP3 e MP4 Player.
Sobre a funcionalidade de câmera fotográfica, Wikerson notou que, apesar da resolução de 12 megapixels, este número é atingido via interpolação e, efetivamente, a resolução máxima da câmera é de 5 megapixels; Gustavo notou que esta interpolação "aumenta a quantidade de falhas e defeitos na imagem." Wikerson concluiu que a função "deixa muito a desejar [...] A qualidade final das imagens não é das melhores, mas o resultado é menos comprometido do que no caso dos vídeos." Gustavo disse que as imagens "apresenta[m] pouca nitidez e muito ruído", e comentou sobre o uso da câmera à noite: "o flash da máquina estoura com muita luz, causando um enorme estouro de branco em auto-retratos, por exemplo. Sem flash, a máquina é inútil mesmo em ambientes bem iluminados. O ruído também é enorme."
A funcionalidade de filmadora também recebeu críticas. Gustavo disse que "os vídeos saem com a qualidade pior do que câmeras de celulares com poucos pixels [...] o vídeo gerado decepciona até quando mostrado em um display pequeno." Wikerson também criticou duramente a função, dizendo que "a resolução máxima da câmera para captura de vídeos é inferior à da câmera de um smartphone cuja resolução é menor do que 1 megapixel. [...] O resultado final dos vídeos acaba sendo o mais básico possível, com imagens cheias de ruídos e com pouca definição." A Tekpix também pode ser utilizada como webcam, conectando-a ao computador. Sobre esta função, Wikerson disse que a qualidade era muito básica, "afinal trata-se de uma câmera VGA que praticamente não possui recurso algum." Similarmente, Gustavo disse que "A qualidade [...] é semelhante a qualquer webcam barata que se encontre no mercado. Não há muito que se falar deste modo na Tekpix, afinal é uma qualidade medíocre."
Wikerson declarou que a opção de gravador de voz é a que possivelmente mais decepcionaria o consumidor. O revisor disse que esta função só seria viável se o usuário gravasse sua própria voz, como um microfone. Ele disse que "A qualidade do áudio é péssima, e a 4 metros de distância já é praticamente impossível compreender alguma coisa da gravação." Gustavo não analisou esta função em sua análise. A funcionalidade de MP3 Player recebeu críticas mais positivas em relação às outras. Wikerson notou que a câmera vem acompanhada de um fone de ouvido "extremamente simples, mas que cumpre a sua função." Ele disse que a qualidade de áudio "não vai além do básico", enquanto Gustavo disse que é "aceitável [...] semelhante à daqueles Mp3 Players de baixo custo", e disse que, como MP3 Player, "o modelo cumpre o que promete". Em relação ao MP4 Player, ambos disseram que a pequena tela da câmera, de duas polegadas, não é uma boa opção. Wikerson notou que "não há nenhum tipo de controle de brilho e contraste de imagem", enquanto Gustavo escreveu que "alguns vídeos mais pesados travam a câmera."
Gustavo analisou a função de pendrive da câmera, que "[...] funciona. Só isso. [...] é mais rápida do que a maioria dos flash drives chineses que nós encontramos no mercado." Wikerson disse que o armazenamento interno da i-DV12, de 32 MB, "é praticamente inexistente", mas notou que o modelo suporta cartões SD de até 4 GB, "o que deixa a situação um pouco melhor." Gustavo disse que, em realidade, "a função pendrive é uma função 'leitor de cartões', afinal a memória utilizada para ler e escrever arquivos é justamente a do cartão que está dentro da máquina."
Por fim, ambos concordaram que a i-DV12 era excessivamente cara. Wikerson concluiu sua análise dizendo que "Custando muito mais do que aparelhos similares e desempenhando de forma ruim funções que smartphones intermediários são capazes de fazer de maneira mais eficiente, certamente a Tekpix i-DV12 não está entre as melhores opções da categoria para o consumidor." Gustavo deu uma nota de 4/10 ao produto.